# 1927 în artă
← 1924 în artă — 1925 în artă — 1926 în artă ——  1927 în artă  —— 1928 în artă — 1929 în artă — 1930 în artă →
1927 în artă implică o serie de evenimente:

## Evenimente

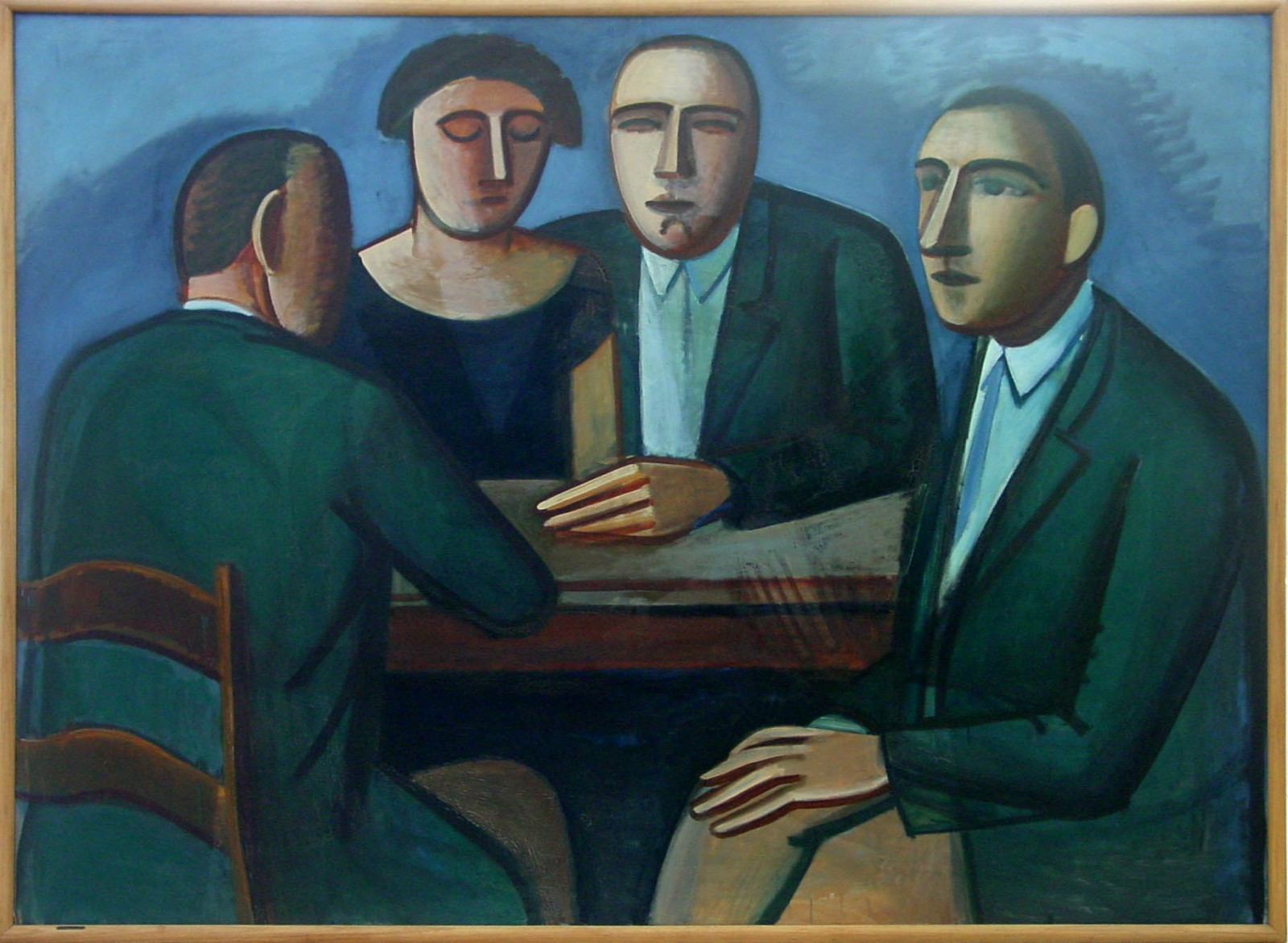
Grup de figuri în jurul unei mese (1927) — Vilhelm Lundstrøm (1893 – 1950), pictor modernist danez, figură importantă a experimentalismului avangardist danez (1917 - 1950)

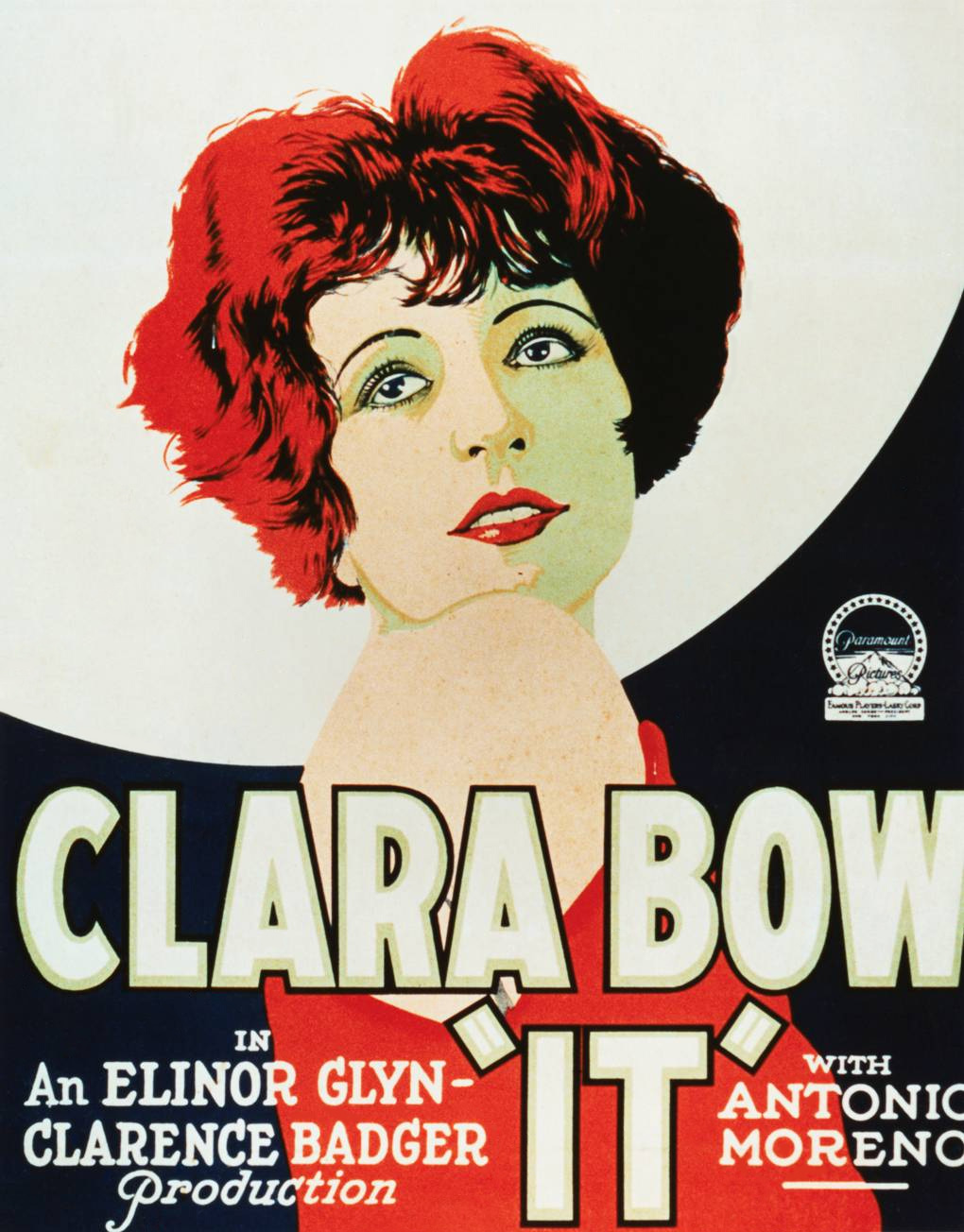
1927 — Afiș din 1927 al filmului mut It, cu Clara Bow (n. Clara Gordon Bow (1905 – 1965) în rolul principal

### Alte evenimente artistice oriunde
- 2 martie
- 8 mai –

 Fără date precise 

## Nașteri

### Ianuarie - iunie
- 1 ianuarie –
- 23 ianuarie –
- 3 martie –
- 28 martie –
- 24 aprilie –
- 7 mai –
- 22 iunie –

### Iulie - decembrie
- 3 iulie –
- 25 iulie –
- 1 august –
- 3 septembrie –
- 3 octombrie –
- 6 octombrie –

## Decese
- 23 ianuarie –
- 19 februarie –
- 16 martie –
- 15 mai –

## Galerie (lucrări din 1927)

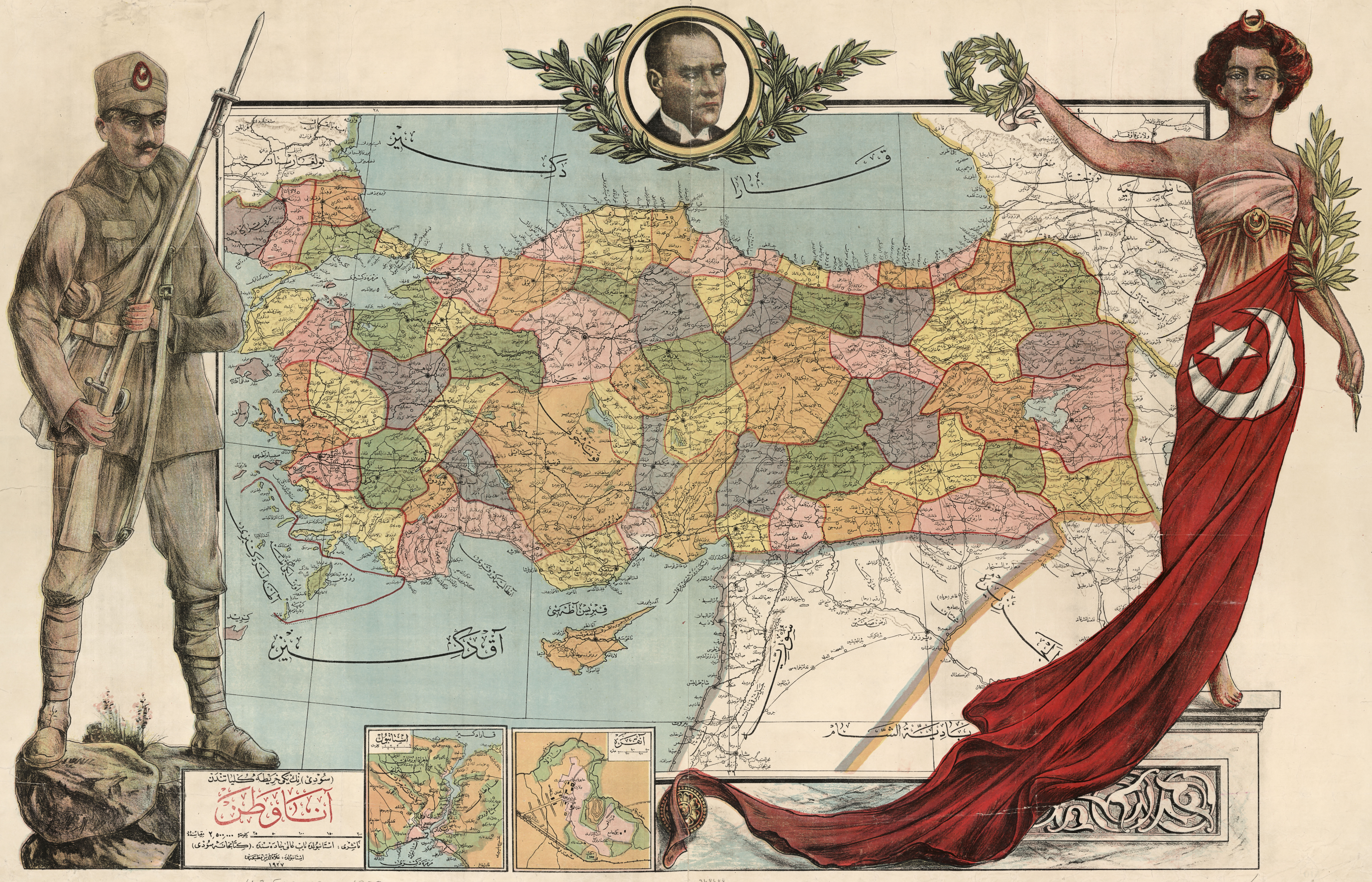
1927 — Harta Turciei, realizată în stil „pașoptist”, flancată de un soldat, de Victoria, simbolizată de o femeie, și „vegheată” de Kemal Atatürk (în medalion), autor Alaaddin Matbaasi
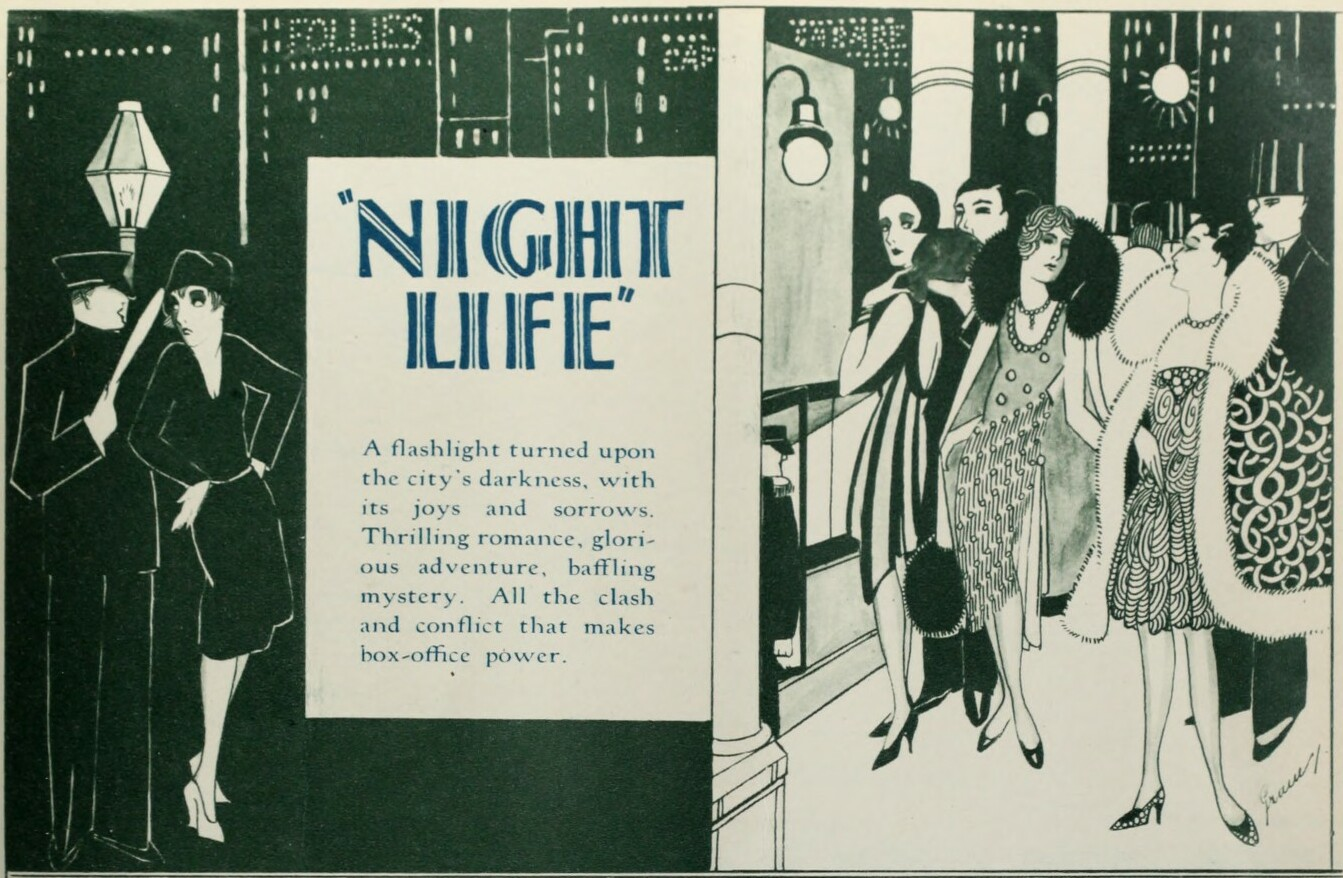
1927 — Reclamă pentru filmul Viața de noapte – Night Life
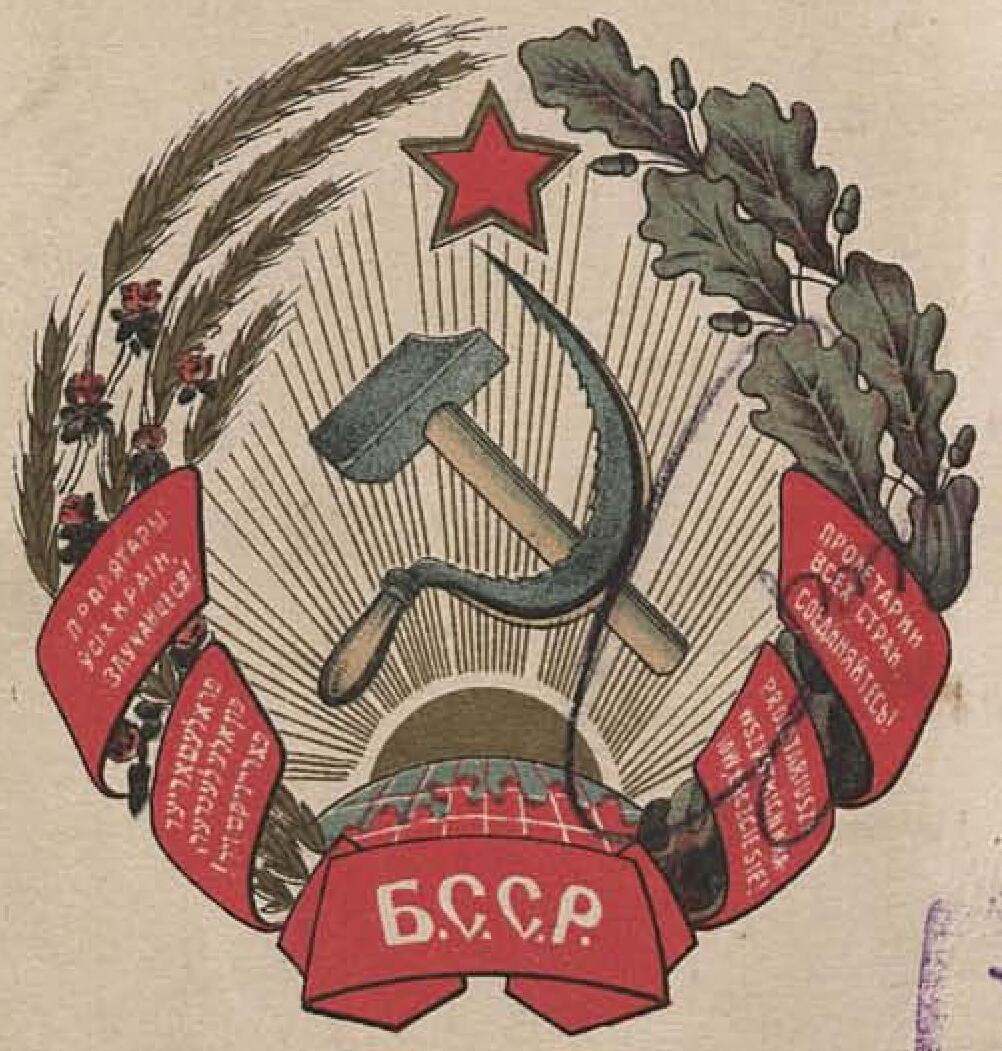
1927 — Stema statului Belarus, numit atunci Republica Sovietică Socialistă Bielorusă (RSSB)
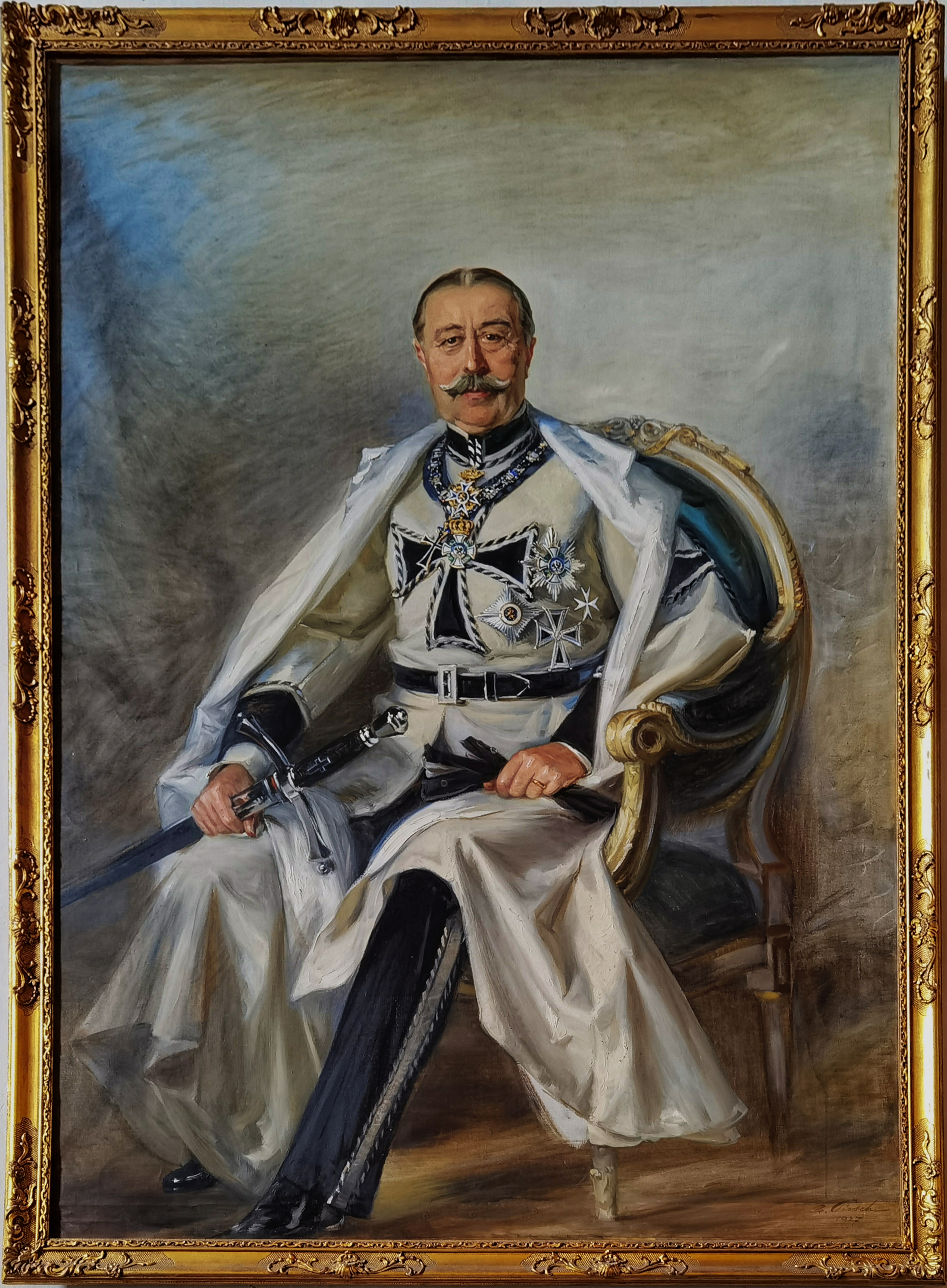
1927 — Portretul fostului împărat Wilhelm al II-lea al Germaniei – datat 1927
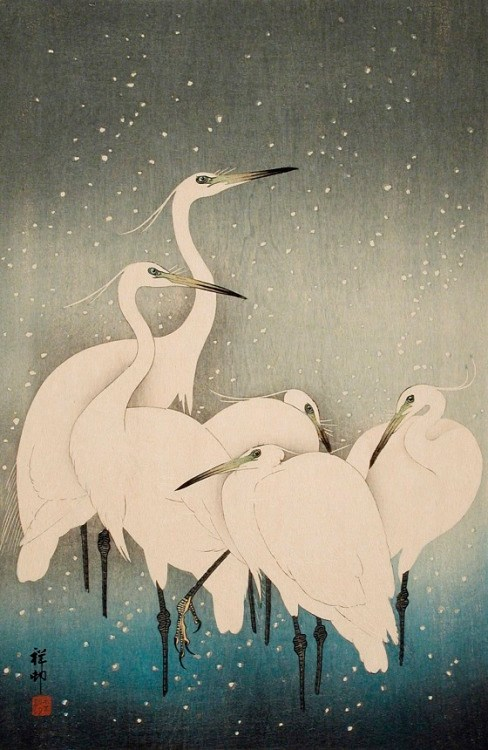
1927 — Ohara Koson (sau Ohara Hōson, Ohara Shōson (1877 – 1945 ) – Egrete în zăpadă, datat 1927
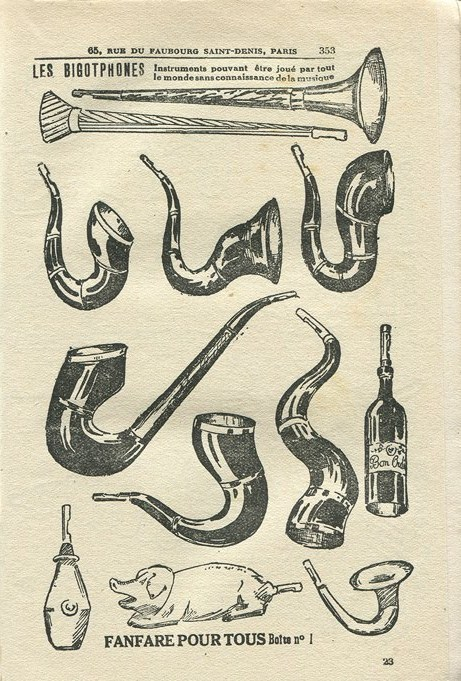
Bigofoni la vânzare în Paris în 1927 – Catalogul Société de la Gaité Français - Paris 1927
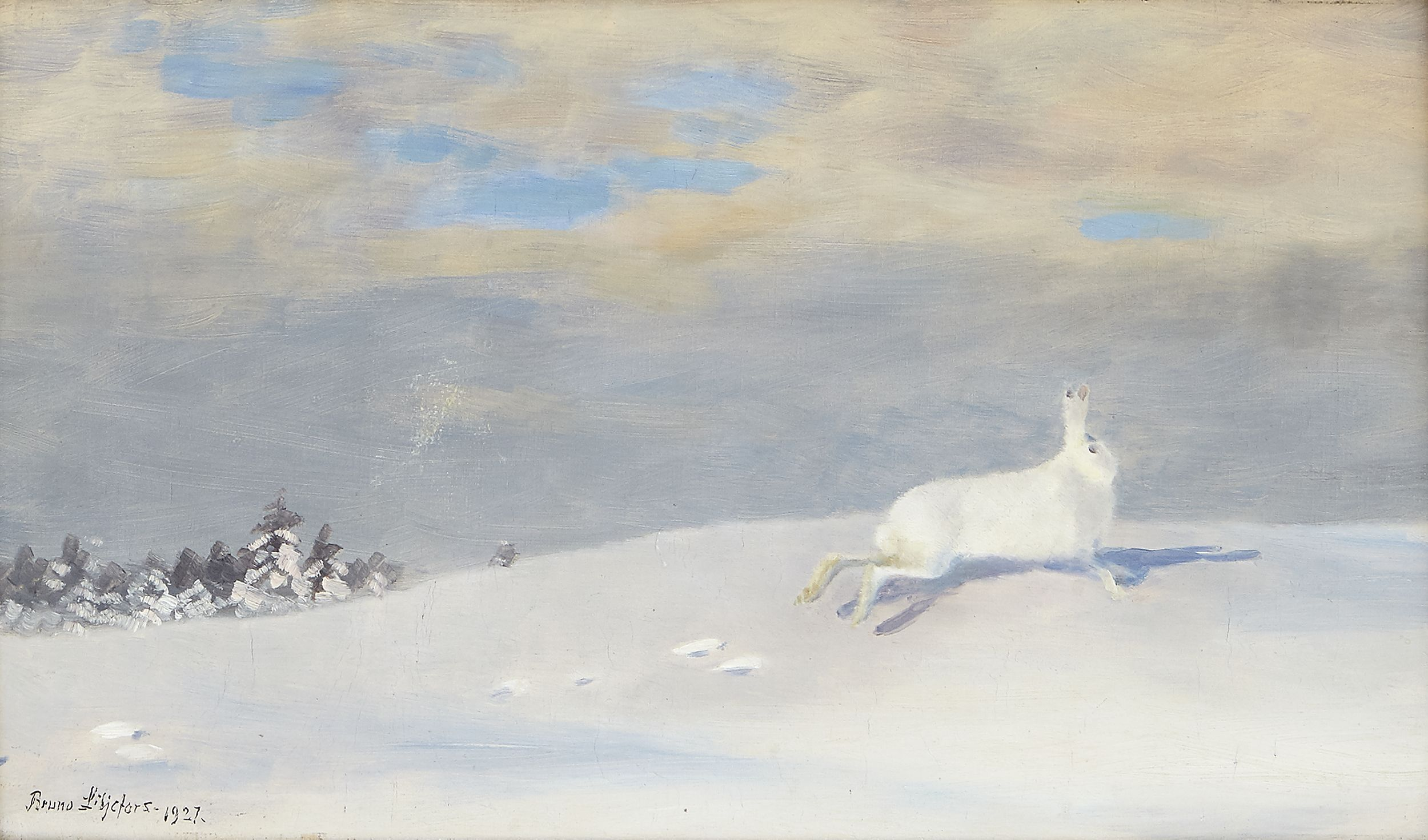
1927 — Iepure în peisaj de iarnă (sau Iepure alergând în zăpadă) de Bruno Liljefors (1860 - 1939), artist plastic suedez, specializat în peisagistică și viața animalelor sălbatice
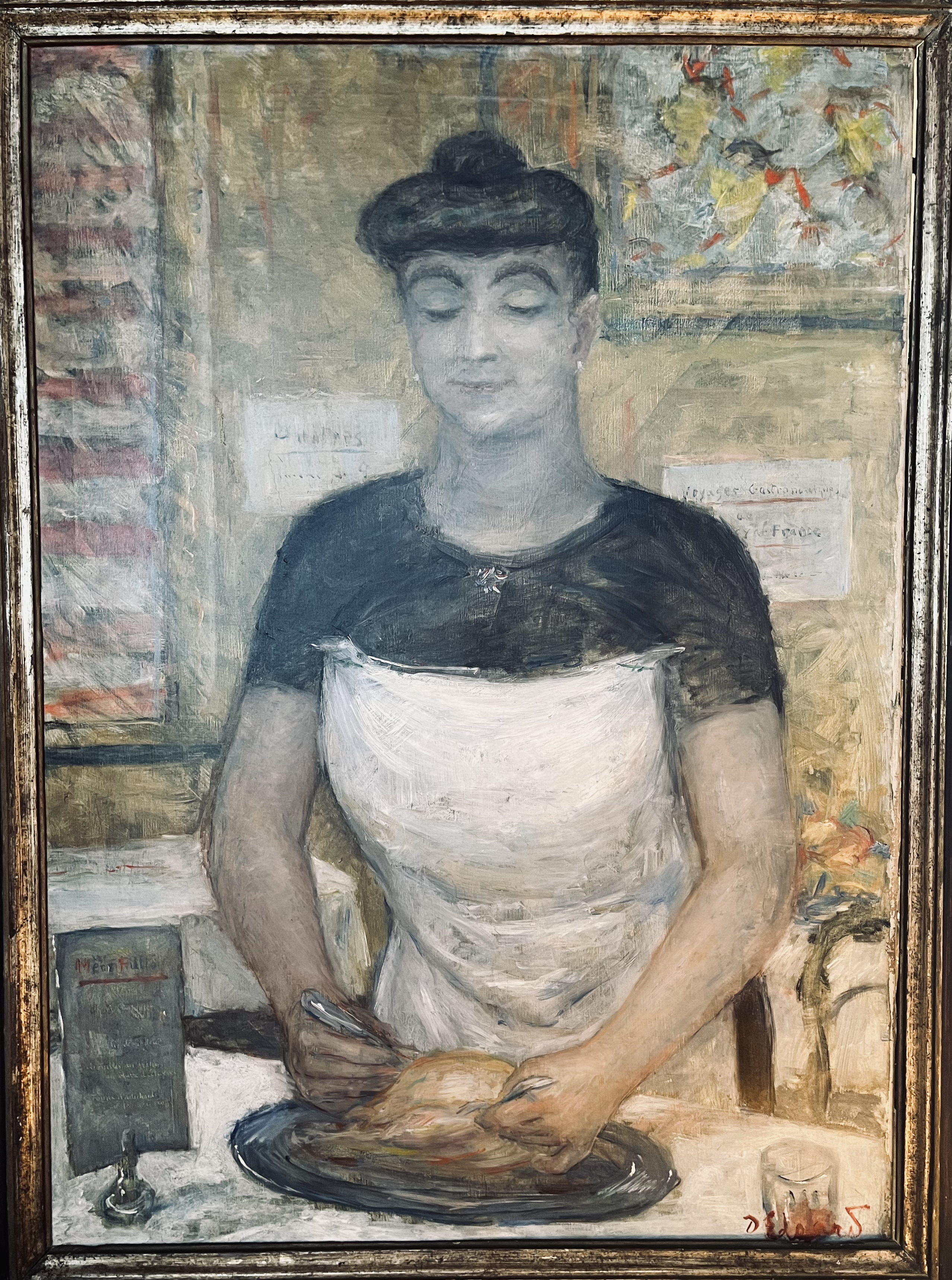
1927 — Mère Françoise Fillioux de Edzard Dietz
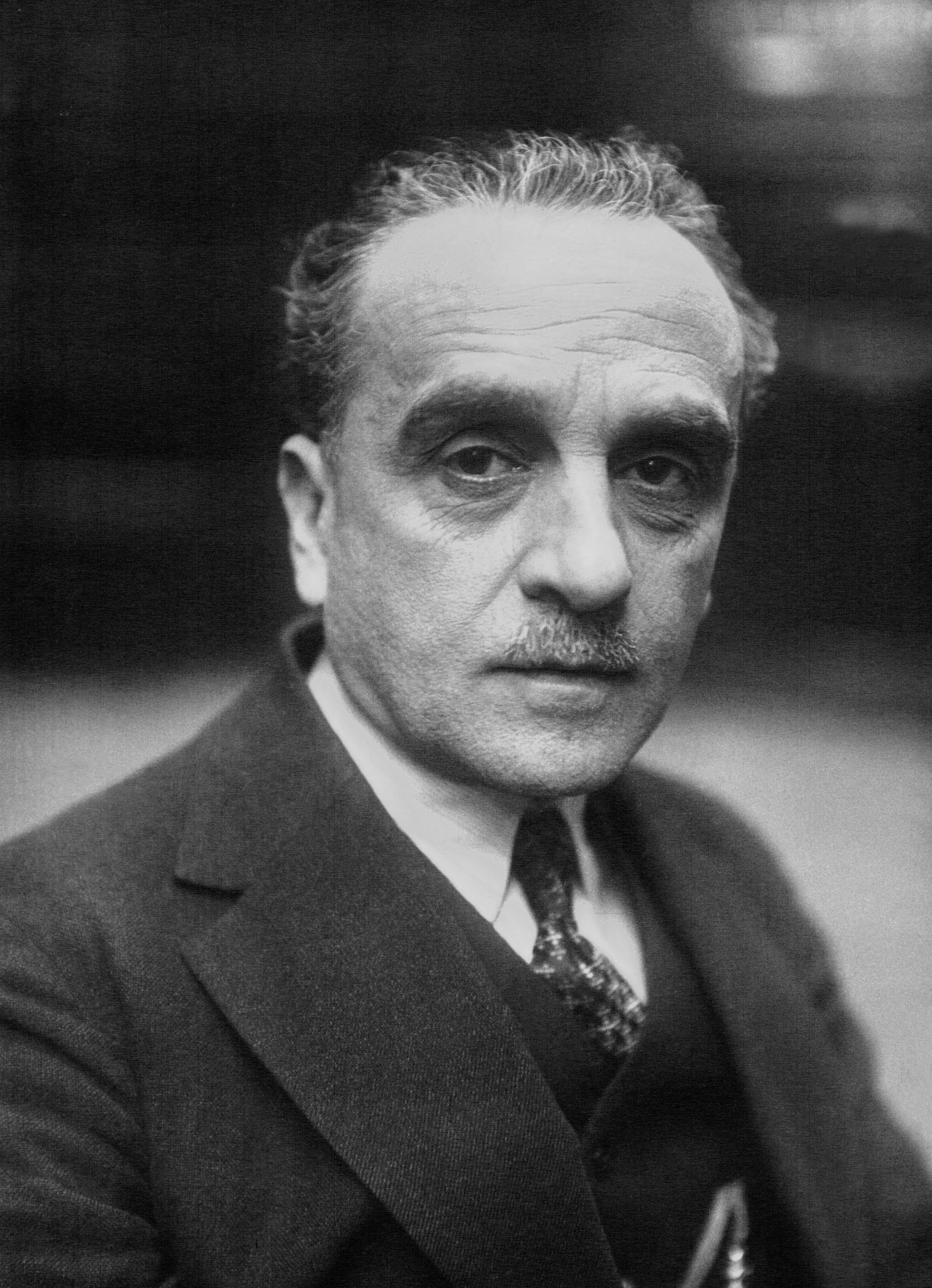
1927 — Fotografie a politicianului francez Paul Faure  (1878 - 1960) – Agenția de presă Meurisse